# Laïcisme

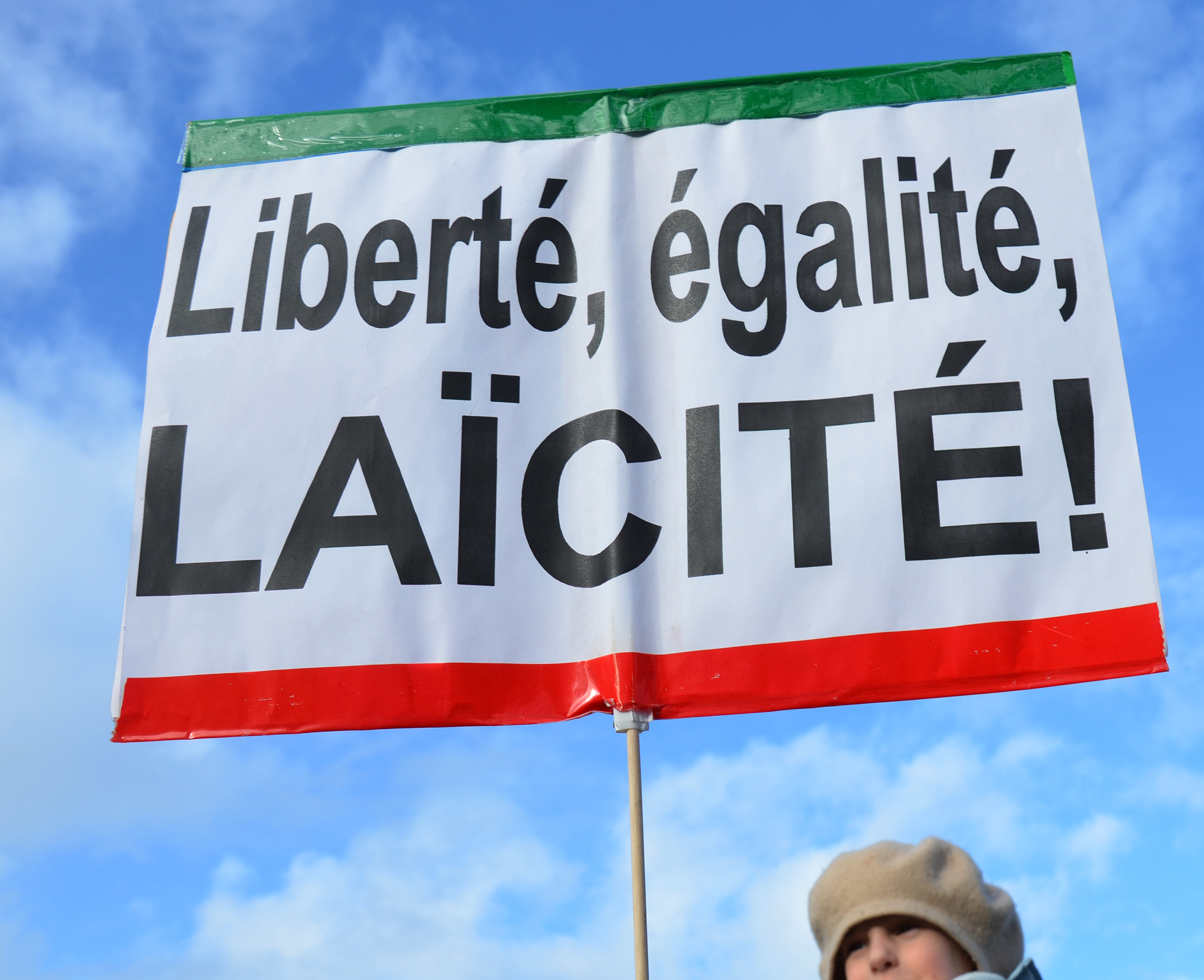
Spandoek tijdens een demonstratie voor het huwelijk tussen mensen van hetzelfde geslacht.

Laïcisme (naar het Frans: laïcité) of de lekenstaat is een situatie waarin kerk en staat zijn gescheiden, waarbij de staat zich niet bemoeit met de Kerk, en de Kerk niet met de staat, en waarin bovendien uitingen van religieuze overtuiging in het publieke domein (zoals aan of in overheidsgebouwen en openbare scholen) verboden zijn. Laïcisme is dus een vorm van secularisme maar gaat een stap verder in het verbannen van religie uit het openbare leven. Laïcisme impliceert vrijheid van godsdienst, maar weigert een speciale positie aan welke godsdienst dan ook toe te kennen. Godsdienst wordt louter gezien als een privéaangelegenheid van een burger. Laïcisme erkent slechts de (godsdienstige) instituten of organisaties, als volledig vreemd aan de staat, en niet de godsdiensten zelf. Het laïcisme is ontstaan in Frankrijk.

## Scheiding van kerk en staat in Frankrijk
Religie is in Frankrijk strikt privé.  In het openbare leven dient elke verwijzing naar godsdienst achterwege te blijven.  

### Geschiedenis
Tijdens de Franse revolutie werden vanaf 1789 maatregelen genomen tegen religieuzen. Congregaties werden verboden, kerken werden gesloten en kloosters werden gesloopt. In 1801 sloot Napoleon een bestand met de Paus: het Concordaat, waarmee de katholieke kerk naar Frankrijk terug mocht keren. Bij het begin van de Derde Republiek ontstond weer verzet tegen de godsdiensten, met name in het onderwijs. Vanaf 1881 werd het lager onderwijs gratis en verplicht, en gingen de kinderen niet meer bij de congregaties naar school 

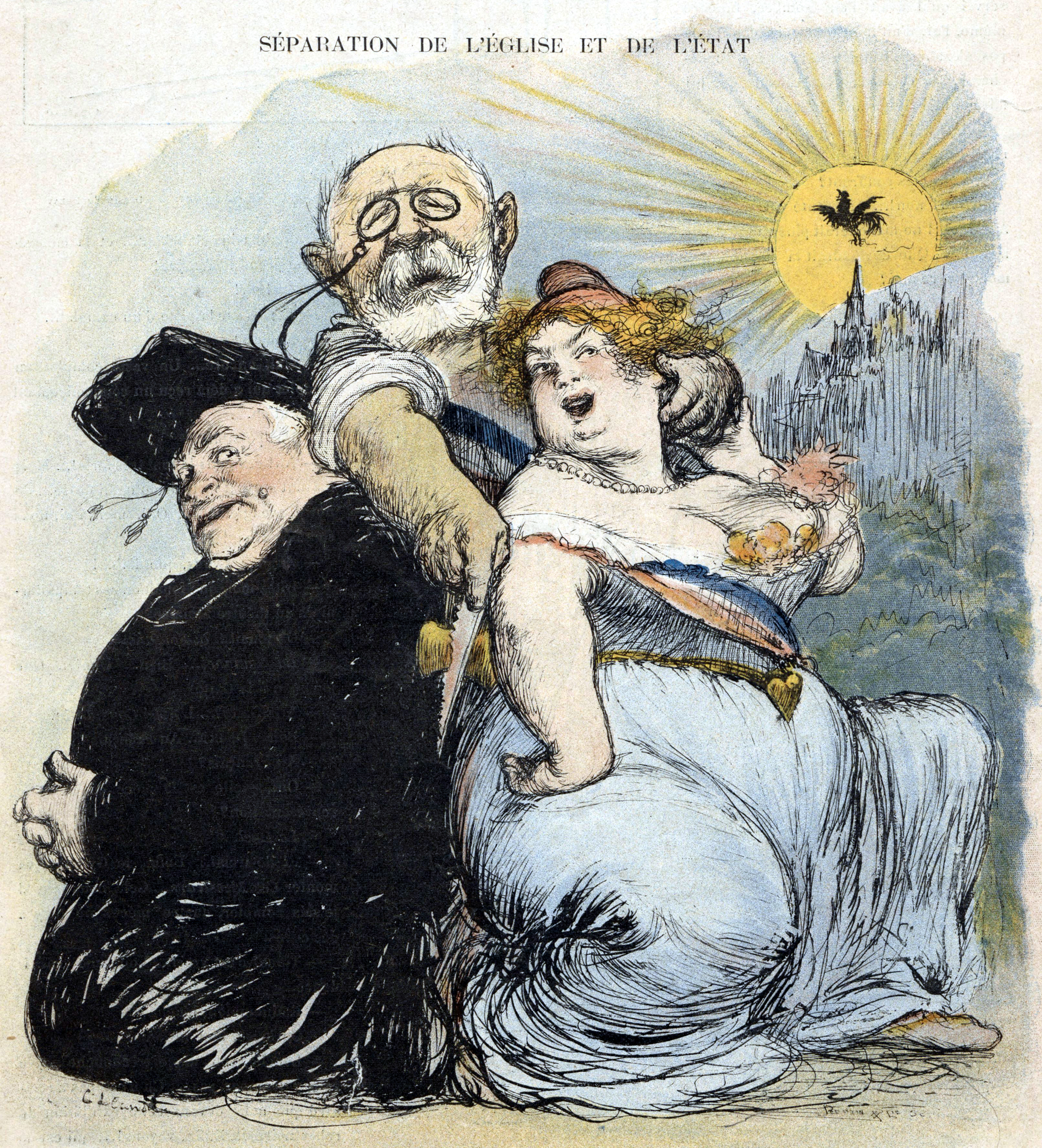
Cartoon uit 1905, bij de invoering van de scheiding tussen kerk en staat, door Charles Lucien Léandre, met in het midden Jean-Baptiste Bienvenu-Martin, toenmalige minister van Onderwijs. Links de clerus, rechts Marianne, als symbool van de Franse staat.

Het laïcisme in Frankrijk kwam op in de 19e eeuw onder de linkse bourgeoisie (radicale partij, de linkse republikeinen) en later ook bij de socialisten. De tegenstanders waren de rechtse republikeinen, een deel van de centrumpartijen en de overige rechtse partijen. In 1905 werd in Frankrijk de scheiding van kerk en staat wettelijk doorgevoerd. De overheidsfinanciering van godsdiensten (rooms-katholicisme, lutheranisme, calvinisme en het jodendom) kwam toen te vervallen. Gebouwen voor godsdienstbeoefening werden staatseigendom. In feite mocht de staat bepalen welke functie de gebouwen kregen, maar het bleek al snel dat ze werden toegewezen voor het doel waarvoor ze waren gebouwd. De Franse overheid draagt sindsdien zorg voor de gebouwen (ze zijn tenslotte staatseigendom), voor zover ze vóór 1905 zijn gebouwd. In de praktijk moeten moskeeën die vanaf de jaren 50 zijn gebouwd zelf voor de onderhoudskosten opdraaien, terwijl de islam in Frankrijk de tweede godsdienst is. 

### Laïcité in eenentwintigste eeuw
Laïcisme is niet hetzelfde als anti-godsdienstigheid, ook al wordt het soms door voor- en tegenstanders als zodanig omschreven. Een laïcist kan gewoon een gelovig persoon zijn in het privéleven en mag het geloof openlijk belijden. Dit geldt ook voor politici: Jacques Chirac was bijvoorbeeld belijdend rooms-katholiek.
In Frankrijk wordt de laïcistische samenleving door zowel links als rechts gezien als een feit. Ook de godsdienstige leiders denken er zo over, behoudens enkele ultrarechtse leiders. Het laïcisme is in Frankrijk grondwettelijk verankerd in artikel 1 van de grondwet, waarin staat dat Frankrijk een ‘République laïque’ is. Politici in Frankrijk onthouden zich van godsdienstige uitspraken (in bijvoorbeeld redevoeringen of kabinets- en kamerzittingen).
Het in Frankrijk in 2004 ingevoerde verbod op het dragen van uiterlijke religieuze symbolen in openbare gebouwen, de "loi Stasi" (zoals openbare scholen maar ook postkantoren) is de conclusie van de laatste keer dat het laïcisme ter discussie stond. Deze nieuwe wet vormde vooral voor islamitische vrouwen en meisjes een probleem, alsmede voor Sikhs. Voor christenen en joden zijn de wettelijke regels veel minder problematisch. In 2023 werd op grond van die wet het dragen van de abaja door moslimvrouwen verboden.

### Uitzonderingen
De scheiding tussen kerk en staat geldt niet voor de departementen Haut-Rhin, Bas-Rhin en Moselle. Tussen 1871 en 1918 maakten deze departementen evenals Elzas-Lotharingen deel uit van het Duitse Keizerrijk; ze vielen dus onder de Duitse wetgeving, waarin de scheiding tussen kerk en staat nog steeds veel minder ver gaat. Na de Eerste Wereldoorlog heeft de Franse regering verschillende keren geprobeerd om de Franse wet van 1905 ook in deze gebieden verbindend te verklaren, maar dat is nooit gelukt, waardoor tot op heden de situatie bestaat dat geestelijken benoemd worden door de minister van binnenlandse zaken en een ambtenarensalaris krijgen. Bij werkloosheid hebben ze recht op een uitkering. De aartsbisschoppen van Metz en Straatsburg worden nog steeds door de Franse president benoemd. Dit is vergelijkbaar met de twee aartsbisschoppen van de Engelse kerk die door of namens het Britse staatshoofd worden benoemd.
Het overzeese departement Frans-Guyana erkent alleen de rooms-katholieke godsdienst en de geestelijkheid van de Rooms-Katholieke Kerk wordt door de staat betaald.
Op Mayotte wordt alleen de Islam als godsdienst erkend. De prefect benoemt er een kadi, die de sharia toepast op het huwelijk en het gezin. Deze uitzondering was een overblijfsel van de koloniale overheersing. In deze situatie zal de komende jaren geleidelijk een grote verandering komen, doordat op 29 maart 2009 een overgrote meerderheid (ruim 95%) van de bevolking in een referendum stemde voor volwaardige status als Frans overzees departement, wat tot gevolg had dat in de erop volgende 20 jaar veel wetten zullen worden aangepast, waardoor islamitische wetgeving wordt vervangen door seculiere Franse wetgeving, en waardoor onder andere ook polygamie niet langer meer toegestaan zal zijn.
Op Saint-Pierre en Miquelon, in Nieuw-Caledonië en in Frans-Polynesië wordt voor religieuze missies door raden van bestuur vastgesteld of zij een juridische status krijgen voor het beheer van hun panden, en of deze geschikt zijn voor de uitvoering van de godsdienst.
Op Wallis en Futuna is het rooms-katholicisme de officiële religie.

## Scheiding van religie en staat in de Turkstalige wereld

### 20e eeuw

#### Turkije
In 1923 werd de republiek Turkije opgericht onder leiding van Mustafa Kemal Atatürk. Naar Frans voorbeeld introduceerde Atatürk het laïcisme in Turkije als onderdeel van zijn moderniseringshervormingen. Op 3 maart 1924 schafte hij het islamitische kalifaat af en op 10 april 1928 werd het laïcisme vervolgens grondwettelijk verankerd in artikel 2 van de Turkse grondwet. Het onderwijs in Turkije werd geseculariseerd. Vrouwen in Turkije waren niet langer verplicht om een sluier of hoofddoek te dragen volgens islamitisch voorschrift. Na de dood van Atatürk nam het Turkse leger de taak op van bewaker van het laïcisme in Turkije en greep zo nodig in door het plegen van staatsgrepen in Turkije.
In 1980 pleegde het leger een staatsgreep vanwege de politieke onrust in Turkije. Het leger trad hierbij ongemeen hard op. Veel mensen werden vervolgd. Het leger stelde vervolgens een nieuwe Turkse grondwet op, waarin het secularisme strenger werd toegepast. Zo werd het dragen van een hoofddoek in overheidsinstellingen en scholen verboden voor vrouwen, omdat het leger de hoofddoek beschouwde als een symbool van de politieke islam.

#### Centraal-Azië
Ook in andere Turkstalige landen zoals Kirgizië, Kazachstan, Oezbekistan, Turkmenistan en Azerbeidzjan, zijn religie en staat streng gescheiden. Deze landen waren vroeger onderdeel van de voormalige Sovjet-Unie, die communistisch was. In deze landen zijn politieke partijen op religieuze grondslag verboden en openbare scholen zowel als privéscholen mogen in sommige van deze landen geen enkele religie onderwijzen. Terwijl in Turkije scholen juist werden verplicht om de 5 grote godsdiensten en andere stromingen zoals het atheïsme en agnosticisme te behandelen. Na de val van de Sovjet-Unie werd er in deze landen gevreesd voor het opkomen van islamitisch fundamentalisme vanuit naburig Iran en Afghanistan, waardoor er hard werd opgetreden tegen religieuze organisaties. Maar het was niet enkel de angst voor de instabiele positie van de nieuwe landen, de eerste president van Turkmenistan, Saparmurat Niazov, was daadwerkelijk zo geïnspireerd door Atatürk (vader van de Turken) dat hij zijn naam veranderde in Turkmenbashi (leider van de Turkmenen).

### 21e eeuw
Toen Recep Tayyip Erdoğan in Turkije aan de macht kwam, werd het oude hoofddoekverbod van de coupplegers van 1980 stelselmatig opgeheven. In oktober 2013 verdween het voor ambtenaren en aan universiteiten. Vanaf september 2014 is de hoofddoek terug toegelaten vanaf de leeftijd van tien jaar in het lager en middelbaar onderwijs. In november 2016 verdween het hoofddoekverbod bij het burgerpersoneel van het leger, enkele maanden nadat het ook bij de politie sneuvelde. In maart 2017 verdween het hoofddoekverbod ook voor vrouwelijke (onder)officieren in het leger. Hoewel Turkije officieel nog laïcistisch was begon de islamitisch georiënteerde Erdoğan tijdens zijn regering steeds meer te knagen aan het laïcistische karakter van Turkije.